# Landkreis Wernigerode
Der Landkreis Wernigerode war ein Landkreis im Westen des Bundeslandes Sachsen-Anhalt. Am 1. Juli 2007 ging er im Rahmen der Kreisgebietsreform in Sachsen-Anhalt im neuen Landkreis Harz auf. Nachbarkreise waren im Norden der Landkreis Halberstadt, im Osten der Landkreis Quedlinburg, im Süden der thüringische Landkreis Nordhausen und im Westen der niedersächsische Landkreis Goslar.

## Geographie
Im Kreisgebiet lag die Rappbode-Talsperre. Im Südwesten des Kreisgebiets lag der Brocken.

## Wirtschaft
Der Landkreis Wernigerode war ein Standort namhafter Firmen wie z. B. Rautenbach AG (Guss von Motorenteilen), ThyssenKrupp AG, Schneider, Hasseröder Brauerei GmbH, Pharma Wernigerode GmbH, Chocotech GmbH, VEM motors GmbH.
Ein wichtiger Wirtschaftszweig war außerdem der Tourismus.

## Verkehr
Den ersten Anschluss des Kreisgebietes an das Eisenbahnnetz brachte im Jahre 1869 die Magdeburg-Halberstädter Eisenbahngesellschaft mit ihrer regelspurigen Strecke Halberstadt – Vienenburg über Heudeber-Danstedt und Wasserleben; in Heudeber zweigte seit 1872 die Nebenbahn nach Wernigerode ab, von wo sie durch die Preußische Staatsbahn 1884 bis Ilsenburg und 1894 bis Bad Harzburg verlängert wurde.
Ebenfalls von Halberstadt aus führte 1873 die Halberstadt-Blankenburger Eisenbahn ihre regelspurige Strecke zunächst bis zur Stadt Blankenburg und dann 1885/86 im Braunschweigischen Landesteil mit ihrer Rübelandbahn über Elbingerode weiter nach Tanne. Von hier konnte man ab 1899 mit der schmalspurigen Südharz-Eisenbahn über Sorge – Brunnenbachsmühle nach Braunlage weiterfahren.
Die Halberstadt-Blankenburger Eisenbahn-Gesellschaft eröffnete 1880 von Langenstein an ihrer Stammstrecke eine Stichbahn nach Derenburg, die 20 Jahre später bis Minsleben fortgeführt wurde und so eine Querverbindung nach Wernigerode herstellte. Ferner erbaute sie 1907 von Blankenburg eine Linie nach Thale-Bodetal mit einer Abzweigung von Timmenrode nach Quedlinburg (sogenannte Quäke).
In den 1890er Jahren entstand das Netz der heutigen Harzer Schmalspurbahnen GmbH, das auf zwei frühere Unternehmen zurückzuführen ist. Zunächst führte 1891/92 die Gernrode-Harzgeroder Eisenbahn-Gesellschaft auf anhaltischem Gebiet die Selketalbahn über Stiege nach Hasselfelde. Dann begann die Nordhausen-Wernigeroder Eisenbahn-Gesellschaft (NWE) 1898/99 auf preußischem Territorium mit dem Bau der Harzquerbahn über Elend und Sorge, wo sie die Südharz-Eisenbahn kreuzte, und weiter über Benneckenstein zur Eisfelder Talmühle. Dort wurde das Netz verknüpft mit der Strecke Stiege – Eisfelder Talmühle (1905) der Gernrode-Harzgeroder Eisenbahn-Gesellschaft. Die „Krönung“ war schließlich die NWE-Strecke von Drei Annen Hohne über Schierke zum 1120 m hohen Bahnhof Brocken, der ohne Hilfe eines Zahnrades erreicht wird. Als weiterer Zubringer diente ab 1907 die regelspurige Strecke Elbingerode West – Drei Annen-Hohne der Halberstadt-Blankenburger Eisenbahn-Gesellschaft.

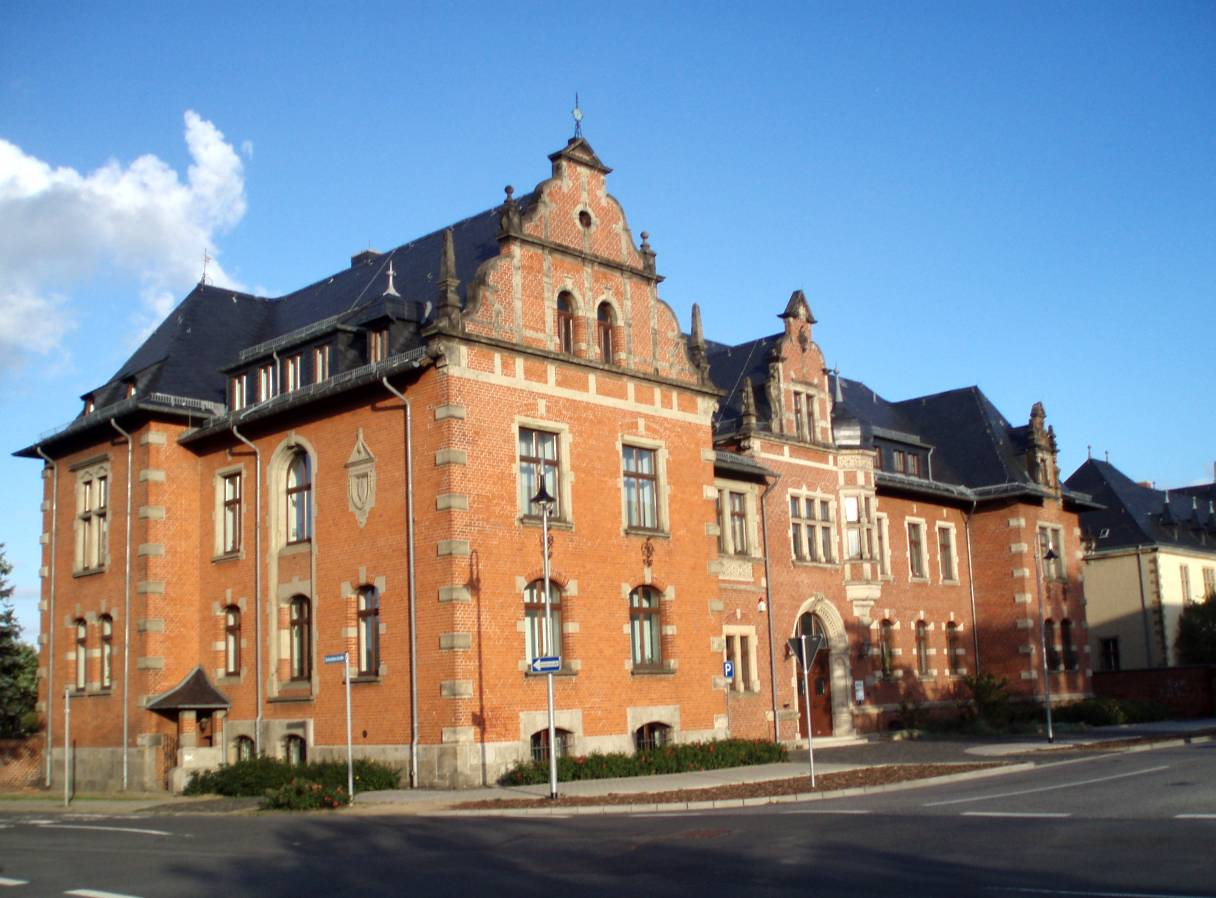
Ehemaliges Landratsamt in Wernigerode

Das Schienennetz hatte einen Umfang von maximal 176 km Länge erreicht; es wurde bis 2007 um 71 km verkürzt:
- 1919: Derenburg – Minsleben 5 km
- 1945: Stapelburg – Eckertal 1 km; Wasserleben – Vienenburg 2 km; Brunnenbachsmühle – Sorge = M =  2 km
- 1958: Sorge – Tanne SHB = M =  3 km
- 1964: Elbingerode West – Drei Annen-Hohne 6 km
- 1968: Königshütte – Tanne 7 km; Langenstein – Derenburg 4 km
- 1969: Heudeber-Danstedt – Mulmke – Mattierzoll Süd 4 km; Timmenrode – Weddersleben – Quedlinburg 1 km
- 1973: Blankenburg – Timmenrode – Thale Bodetal 8 km
- 1999: Elbingerode – Königshütte 5 km; Heudeber-Danstedt – Wasserleben – Osterwieck 10 km
- 2005: Blankenburg – Elbingerode 18 km

(Die Kilometerangaben beziehen sich auf den Anteil im Kreisgebiet)
Mit dem Personenverkehr auf dem Normalspurnetz war die Connex Sachsen-Anhalt GmbH beauftragt; außerdem befuhren Regional-Express-Züge der Deutschen Bahn die Strecke Halle (Saale)–Wernigerode–Hannover.

## Wappen
Blasonierung: „Gespalten von Silber und Rot mit zwei aufgerichteten, einander zugewandten Forellen in verwechselten Farben.“

## Städte und Gemeinden
(Einwohner am 31. Dezember 2006)
Einheitsgemeinden
1. Elbingerode (Harz), Stadt (5.591)
2. Wernigerode, Stadt (33.871)

Verwaltungsgemeinschaften mit ihren Mitgliedsgemeinden

* Sitz der Verwaltungsgemeinschaft
| - 1. Verwaltungsgemeinschaft Blankenburg 1. Blankenburg (Harz), Stadt * (15.553) 2. Cattenstedt (720) 3. Heimburg (929) 4. Hüttenrode (1.191) 5. Timmenrode (1.068) 6. Wienrode (896) 7. Börnecke (560) - 2. Verwaltungsgemeinschaft Brocken-Hochharz 1. Allrode (662) 2. Altenbrak (368) 3. Benneckenstein (Harz), Stadt (2.234) 4. Elend (514) 5. Hasselfelde, Stadt * (3.072) 6. Schierke (721) 7. Sorge (119) 8. Stiege (1.170) 9. Tanne (670) 10. Treseburg (92) | - 3. Verwaltungsgemeinschaft Ilsenburg (Harz) 1. Darlingerode (2.368) 2. Drübeck (1.481) 3. Ilsenburg (Harz), Stadt * (6.242) - 4. Verwaltungsgemeinschaft Nordharz 1. Abbenrode (946) 2. Derenburg, Stadt (2.662) 3. Heudeber (1.273) 4. Langeln (1.110) 5. Reddeber (880) 6. Schmatzfeld (355) 7. Stapelburg (1.391) 8. Veckenstedt * (1.475) 9. Wasserleben (1.540) |

## Gebietsveränderungen
Nach 1990 fanden im Landkreis Wernigerode viele Gebietsveränderungen statt.
Von den ursprünglich 7 Verwaltungsgemeinschaften bestanden bei der Auflösung des Landkreises noch 4 Verwaltungsgemeinschaften. In der gleichen Zeit verringerte sich die Anzahl der Gemeinden von 37 auf 30.

### Änderungen bei Verwaltungsgemeinschaften
- Auflösung der Verwaltungsgemeinschaft Bodfeld (Harz) – Bildung der Einheitsgemeinde Elbingerode (Harz) (1. Januar 2004)
- Auflösung der Verwaltungsgemeinschaft Derenburg – Eingliederung der Gemeinden Heudeber und Reddeber in die Verwaltungsgemeinschaft Nordharz; Derenburg wird Einheitsgemeinde (1. Januar 2005)
- Neubildung der Verwaltungsgemeinschaft Brocken-Hochharz aus den Verwaltungsgemeinschaften Brocken und Hochharz (1. Januar 2005)
- Eingliederung der Stadt Derenburg in die VG Nordharz (1. Dezember 2005)

### Änderung auf der Gemeindeebene
- Auflösung der Gemeinden Benzingerode, Minsleben und Silstedt – Eingemeindung nach Wernigerode (1. April 1993)
- Auflösung der Gemeinde Trautenstein – Eingemeindung nach Hasselfelde (1. Januar 2002)

### Namensänderung
- von Verwaltungsgemeinschaft Ilsenburg zu Verwaltungsgemeinschaft Ilsenburg (Harz) (1. Februar 2007)

## Landräte (zur DDR-Zeit Vorsitzende des Rates des Kreises)
- Rudolph Elvers, erster Landrat 1876[2]
- Erich von Stosch, von 1912 bis 1944
- Paul Eichfeld, 1945
- Hermann Paul Reichardt, von 1945 bis 1947
- Willi Falkenbach, von 1947 bis 1950
- Willy Wiermann, von 1950 bis 1952
- Otto Vieweg, von 1952 bis 1955
- Otto Henning, von 1955 bis 1959
- Herbert Eschke, von 1959 bis 1961
- Heinz Kretschmer, von 1961 bis 1974
- Heinz Dorst, von 1974 bis 1976
- Günter Waesche, von 1976 bis 1987
- Manfred Judeck, von 1987 bis 1990
- Uwe Heuck, von 1990 bis 1994
- Michael Ermrich, 1994 bis 2007

## Kfz-Kennzeichen
Anfang 1991 erhielt der Landkreis das Unterscheidungszeichen WR. Es wurde bis zum 30. Juni 2007 ausgegeben. Seit dem 27. November 2012 ist es aufgrund der Kennzeichenliberalisierung optional im Landkreis Harz erhältlich.